# اچ‌ام‌اس دهلی (دی۴۷)
اچ‌ام‌اس دهلی (دی۴۷) (به انگلیسی: HMS Delhi (D47)) یک کشتی بود که طول آن ۴۴۵ فوت (۱۳۶ متر) بود. این کشتی در سال ۱۹۱۸ ساخته شد.